# Paulina Michałek
Paulina Michałek (ur. 1993 w Tuchowie) – pedagog, polska artystka fotograf, uhonorowana tytułami Artiste FIAP (AFIAP) oraz Excellence FIAP (EFIAP). Członek rzeczywisty i prezes Zarządu Tarnowskiego Towarzystwa Fotograficznego. Członkini Klubu Polish Women Photographers. Nauczyciel w otwARTej Pracowni Fotograficznej w Tarnowskim Centrum Kultury.

## Twórczość
Związana z tarnowskim środowiskiem fotograficznym – mieszka i tworzy w Tarnowie. Szczególne miejsce w jej twórczości zajmuje fotografia artystyczna, fotografia kreatywna. W 2021 została przyjęta w poczet członków rzeczywistych Tarnowskiego Towarzystwa Fotograficznego. Jest autorką i współautorką wielu wystaw fotograficznych – zbiorowych, pokonkursowych oraz indywidualnych. Bierze aktywny udział w Międzynarodowych Salonach Fotograficznych, organizowanych (między innymi) pod patronatem FIAP, zdobywając wiele akceptacji, medali, nagród, wyróżnień, dyplomów, listów gratulacyjnych.
Pokłosiem udziału w Międzynarodowych Salonach Fotograficznych (pod patronatem FIAP) było przyznanie Paulinie Michałek (w 2022) tytułu Artiste FIAP (AFIAP) oraz (w 2023) tytułu Excellence FIAP (EFIAP) – przez Międzynarodową Federację Sztuki Fotograficznej FIAP, z siedzibą w Luksemburgu. W 2024 objęła funkcję prezesa Zarządu Tarnowskiego Towarzystwa Fotograficznego.

## Wystawy indywidualne
- 12 klatek – wystawa fotografii w Tarnowskim Centrum Kultury (2022)[9]
- My way to AFIAP – wystawa fotografii w Tarnowskim Centrum Kultury (2022)[3]
- Prison of the mind – prezentacja fotografii w Red Gallery (Centrum Sztuki Mościce 2023)[9]
- 12 klatek – wystawa fotografii w Miejskiej Bibliotece Publicznej (filia nr 9 w Tarnowie – Krzyżu) 2023[9]
- 12 klatek – wystawa fotografii w Galeria na6 (Gliwice 2023)[4][14][15]
- 12 klatek – wystawa fotografii w Miejskiej Bibliotece Publicznej (filia nr 8 w Centrum Sztuki Mościce) 2023[9]
- Dwoistość – wystawa fotografii w Tarnowskim Centrum Kultury (wystawa w związku z nadaniem tytułu EFIAP) 2024[16][9]
- parasoLOVe – wystawa w ramach Jubileuszu 30-lecia V LO w Tarnowie (Pałac Młodzieży) 2024[17]

## Wystawy zbiorowe
- VIII Salon BWA (Tarnów 2021)
- Wystawa Ogólnopolskiego Pleneru Fotograficznego im. S. Różewicza (Radomsko 2021)
- Wystawa Ogólnopolskiego Pleneru Fotograficznego Roztocze (2021)
- Wystawa TCK – akademia FIAP – Tarnowskie Centrum Kultury (2022)
- Wystawa projektu Wernisaże dzień po dniu – Tarnowskie Centrum Kultury (2022)
- Wystawa Ogólnopolskiego Pleneru Fotograficznego Roztocze (2022)
- Wystawa Kobieca Drużyna Pożarnicza w Zadnodze – Oseredek (2022)
- Wystawa jubileuszowa na 90-lecie Tarnowskiego Towarzystwa Fotograficznego – Tarnowskie Centrum Kultury (2022)
- IX Salon BWA (Tarnów 2023)
- Wystawa Tarnowianie w ramach III Festiwalu Tarnowianie – Centrum Sztuki Mościce (Tarnów 2023)
- Wystawa na sznurku – Tarnowskie Centrum Kultury (2023)
- Rok 2023 w obiektywach polskich fotografek – wystawa członków Klubu Polish Women Photographers – Galeria Fotografii Miasta Rzeszowa (2024)
- Biennale Sztuki w Tarnowie – Centrum Sztuki Mościce (2024)

Źródło

## Nagrody (medale, wyróżnienia, tytuły)
- FIAP Gold Medal na Międzynarodowym Konkursie Fotograficznym „Kuferek" za pracę pt. „Babuszka” w Jarosławiu
- Wyróżnienie FIAP na Międzynarodowym 9.Salonie „Martwa natura w fotografii” za pracę pt. „Trochę duszno” – Częstochowa 2021
- FRP Silver Medal na 15. Międzynarodowym Konkursie Fotograficznym „Wszystkie Dzieci Świata" za pracę pt. „Czarnoziemy Ukraińskie” – Pacanów 2021
- IAAP Silver Medal na Międzynarodowym Salonie Fotografii „Tylko Jedno Zdjęcie" 2021 za pracę pt. „Finding Bogdan” – Jarosław
- Wyróżnienie FIAP na XIX Międzynarodowym Niekonwencjonalnym Konkursie Fotograficznym „Foto Odlot” za pracę pt. „Awaria Systemu” – Rzeszów 2021
- Anatolian Circuit Diploma na 1st Anatolian International Photography Circuit 2022 – Turcja
- Honorable Mention na 3rd Naryn 2022 International Exhibition Of Photography – za pracę pt. „Filemon i Bonifacy” – Kirgistan 2022
- Salon Honorable Mention na 4th International Exhibition Of Photography „Lisboa 2022” za pracę „Everything is contrast” – Lizbona 2022
- 1 miejsce – FotoMaraton 2022 organizowanym przez Warmińsko-Mazurskie Stowarzyszenie Fotograficzne „Blur” – Olsztyn 2022
- Honorable Mention w Międzynarodowym Salonie Fotografii „Tylko Jedno Zdjęcie" za pracę pt. „Ebenezer in Cracow” – Jarosław 2022
- PSA Silver Medal na 8th Wojnickim Międzynarodowym Konkursie Fotograficznym za pracę pt. „Prison of the mind” – Wojnicz 2022
- IAAP Ribon na 8th Wojnickim Międzynarodowym Konkursie Fotograficznym za pracę pt. „Golden silence” – Wojnicz 2022
- AFIAP – nadanie tytułu „fotograf artysta” przez Międzynarodową Federację Sztuki Fotograficznej FIAP – Luksemburg – grudzień 2022
- Salon Honorable Mention (pierwsze wyróżnienie) – 7th Circular Exhibition of Phoyography "Tour Circuit 2023" – Serbia – 2023
- Salon Honorable Mention (drugie wyróżnienie) – 7th Circular Exhibition of Phoyography "Tour Circuit 2023" – Serbia – 2023
- Anaphab Special Award – 6th Benin International Photography Contest 2023 – Benin – 2023
- Sille Sanat Sarayi Bronz Medal – Photographes Reunis Senegal 2nd International Photography Contest – Senegal – 2023
- Salon Honorable Mention – Tower Circuit 2023 – Serbia
- Lavash Diploma – Jaffna Photo Awards 2023 – Sri Lanka – 2023
- Club Diploma – Adana – Turcja – 2023
- GPU Gold Medal – 8TH Pacific – Atlantic International Circuit 2023 – Grecja – 2023
- Victory P.W. Honorable Mention – Gradac Circuit 2023 – Serbia
- FIP Gold Medal – 4th Snap Art International Salon 2023 – Indie – 2023
- Anatolian Diploma – 2nd Anatolian International Photography Circuit – Turcja 2023
- Salon Bronze Medal – Photo Expo 2023 – Serbia – 2023
- FIP Ribbon – Tilted Rays International Digital Salon 2023 – Indie – 2023
- Club Bronze Medal – Adana – Turcja – 2023
- DIPA Mention – 2nd Exhibition Gold Shadow 2023 – Serbia – 2023
- GPU Honorable Mention – 10th Queensland International Digital Circuit – 2023 – Australia – 2023
- IAAP Ribbon – 2nd Anatolian International Photography Circuit – Turcja 2023
- Club Diploma – Adana – Turcja – 2023
- FIAP Honorable Mention – Matrix International Circuit 2023 – Indie – 2023
- FIAP Silver Medal – Cyprus International Digital Photo Competition 2023 – Cypr – 2023
- RSF Gold Medal Photorama – 6th Photorama Digital Sweden 2023 – Szwecja – 2023
- APS Gold Medal – Colombia Amazshots Circuit – Kolumbia – 2023
- Salon Honorable Mention – 7th Circular Exhibition of Photography „Tour Circuit 2023” – Serbia – 2023
- FIAP Honorable Mention – The 12th Taihung 2023 International Exhibition of Photography – Tajwan – 2023
- Jury Member Diploma – Grabd MSM Circuit 2023 – Czarnogóra – 2023
- DIPA Mention – 3rd World Photo TRIP 2023 – 3rd World Photo TRIP 2023 – Serbia – 2023
- PSA Honorable Mention – 51th PSNY International Salon of Photography 2023 – USA – 2023
- Salon Honorable Mention – Tower Circuit 2023 – Serbia – 2023
- Salon Honorable Mention – 7th Circular Exhibition of Photography „Tour Circuit 2023” – Serbia – 2023
- EFIAP (Exellence FIAP)  – nadanie tytułu „wybitnego artysty” przez Międzynarodową Federację Sztuki Fotograficznej FIAP – Luksemburg – grudzień 2023
- GPU Gold Medal – Międzynarodowy Salon Fotografii „Tylko Jedno Zdjęcie" – Polska – 2023
- GPU Honorable Mention – 9th Wojnicki Międzynarodowy Konkurs Fotograficzny 2023 – Polska – 2023
- IAAP Bronze Medal – 9th Wojnicki Międzynarodowy Konkurs Fotograficzny 2023 – Polska – 2023

Źródło